# 512 a.C.

## Eventos
- 67a olimpíada: Fanas de Pelene, vencedor do estádio. Ele foi o primeiro a vencer as três corridas: a simples, a corrida dupla, e a corrida vestindo armadura. Esta última fora introduzida na 65a olimpíada.[1][Nota 1]